# 蒙茅斯 (英國國會選區)
蒙茅斯（英語：Monmouth），英國國會一郡選區，包括威爾斯東南部蒙茅斯郡大部。始設於1918年。
本區1966年以前一直支持保守黨，此後由保守黨和工黨人士輪流擔任區下議院議員。2010年大選中保守黨的大衛·戴維斯以48.3%選票勝出該區連任。